# Charlotte Lembach
Charlotte Hélène Justine Lembach (Strasburgo, 1º aprile 1988) è una schermitrice francese, specializzata nella sciabola.

## Biografia
La Lembach fu convocata per la prima volta nella squadra nazionale francese in occasione dei Campionati europei 2009 a Plovdiv, ma un infortunio al bicipite femorale le impedì di partecipare alla gara. Venne nuovamente selezionata per il Campionato europeo 2012 a Kiev, ma non riuscì ad ottenere la qualificazione per partecipare ai Giochi della XXX Olimpiade a Londra.
Dopo i Giochi tre componenti della squadra francese si ritirarono dall'attività, lasciando la Lembach come atleta più anziana: all'età di 24 gli venne dato il soprannome di "Mamie" ("nonna"). Alla coppa del Mondo di scherma 2013 si verificò la svolta della sua carriera: a Tianjin salì sul podio di una gara di Coppa del mondo, cosa che non era accaduta a nessuna delle atlete francesi negli ultimi due anni e mezzo. Ma non riuscì a conquistare una medaglia ne al Campionato europeo di scherma 2013 ne al Campionato mondiale di scherma 2013.
Nella Coppa del mondo 2013-2014 Jean-Philippe Daurelle sostituì Cyril Tahon come allenatore della squadra francese di sciabola femminile, che Lembach descrisse come “un respiro di aria fresca”. Sotto la guida del nuovo allenatore, la Lembach vinse una medaglia d'argento nella Coppa del Mondo di Dakar e salì sul podio a Chicago e Pechino. Nel campionato europeo di scherma 2014, svoltisi nella sua nativa Strasburgo, la Lembach sconfisse la compagna di squadra Cécilia Berder, ma non superò il sendo turno contro la numero 1 Vassiliki Vougiouka e finì tredicesima. Nella gara a squadre, la Francia sconfisse la Germania, ma venne poi sconfitta in semifinale dalle campionesse in carica della Russia. Esse batterono poi la Polonia vincendo la medaglia di bronzo. Nel campionato mondiale di scherma 2014 a Kazan', venne sconfitta nuovamente bal secondo turno, questa volta a d opera della polacca Małgorzata Kozaczuk. Nella gara a squadre la Francia sconfisse l'Ungheria, per poi vincere a sorpresa contro la Russia nei quarti di finale e l'Italia in semifinale. La loro striscia vincente è stata interrotta in finale da parte degli Stati Uniti guidati dalla due volte campionessa olimpica Mariel Zagunis e la Francia ha vinto la medaglia d'argento. Nel giugno 2015 ha vinto la medaglia d'argento nella gara individuale al campionato europeo di Montreux.
La Lembach studia alla EDHEC Business School.

## Palmarès
- Giochi olimpici

Tokyo 2020: argento nella sciabola a squadre.
- Mondiali

Kazan 2014: argento nella sciabola a squadre.
Lipsia 2017: bronzo nella sciabola a squadre.
Wuxi 2018: oro nella sciabola a squadre.
Budapest 2019: argento nella sciabola a squadre.
- Europei

Strasburgo 2014: argento nella sciabola a squadre.
Montreux 2015: argento nella sciabola individuale e nella sciabola a squadre.
Torun 2016: argento nella sciabola a squadre e bronzo nella sciabola individuale.
Tbilisi 2017: bronzo nella sciabola a squadre.
Novi Sad 2018: bronzo nella sciabola a squadre.
Düsseldorf 2019: bronzo nella sciabola a squadre.